# Комо (провинция)
Комо (итал. Provincia di Como, ломб. Pruvincia de Com) — провинция в Италии, в северной части области Ломбардия. Входит в еврорегион Insubrica и в исторический регион Insubria.

## География
На севере провинция граничит с швейцарскими кантонами Тичино и Граубюнден, на востоке — с итальянскими провинциями Сондрио и Лекко, провинцией Монца-э-Брианца на юге и провинцией Варесе на западе. Столицей является город Комо. Другие крупные населённые пункты с населением более 10 тысяч жителей — это Канту, Эрба, Марьяно-Коменсе и Ольджате-Комаско. Также к провинции относится и швейцарский анклав Кампионе-д’Италия кантона Тичино.
Границы провинции раньше были шире и до 1927 в неё входила также северная часть провинции Варесе (изменено в 1927 году указом №1) и практически вся территория провинции Лекко, которая была выделена в отдельную административную единицу Указом № 250 от 6 марта 1992 года президента Италии.
По состоянию на 31 декабря 2011 население основных коммун составляло:
| Место | Наименование     | Население | Площадь (км2) | Плотность (жителей/км2) | Высота (м над уровнем моря) |
| ----- | ---------------- | --------- | ------------- | ----------------------- | --------------------------- |
| 1-е   | Комо             | 86116     | 37.63         | 2288                    | 201                         |
| 2-е   | Канту            | 39822     | 23.18         | 1718                    | 370                         |
| 3-е   | Марьяно-Коменсе  | 24052     | 13.72         | 1753                    | 256                         |
| 4-е   | Эрба             | 16890     | 18.13         | 932                     | 320                         |
| 5-е   | Ольджате-Комаско | 11484     | 10            | 1148                    | 400                         |
| 6-е   | Лурате-Каччивио  | 10009     | 5.92          | 1691                    | 319                         |
| 7-е   | Фино-Морнаско    | 9701      | 7.26          | 1336                    | 334                         |
| 8-е   | Ломаццо          | 9643      | 9.36          | 1030                    | 296                         |
| 9-е   | Черменате        | 9165      | 8.08          | 1134                    | 297                         |
| 10-е  | Турате           | 9080      | 10.12         | 897                     | 240                         |

Территорию провинции покрывают Bergamasque Alps и некоторые возвышенности, а наиболее важным водоёмом является ледниково озеро Комо. Также Комо известен своим уроженцем Алессандро Вольтом, который в 1800 году изобрёл электрическую батарею.

## История
Открытия 2006 года свидетельствуют о наличии неандертальцев на территории провинции около 50 000—60 000 лет назад, следы их пребывания нашли в Медвежьем гроте (Grotta dell'Orso) вблизи поселения Эрбонне, которое расположено в коммуне Сан-Феделе-Интельви. 
Другие артефакты, найденные в гроте Буко-дель-пиомбо (Buco del piombo) вблизи городка Эрба, относят к мустьерской культуре эпохи палеолита. Этот грот люди населяли, хотя и с перерывами, от 30 000 до 10 000 лет назад. К этому же периоду относятся и кремниевые наконечники, найденные в местности Танун (Tanun) на склонах вблизи Козии (Cosia). Эти находки подтверждают наличие людей, которые сначала занимались собирательством, а впоследствии перешли с равнин на преальпийские склоны и занялись охотой на большие стада травоядных животных.

## Административное деление

### Коммуны
- Альбезе-кон-Кассано
- Анцано-дель-Парка
- Аппьано-Жентиле
- Арозьо